# Gerson Tristão
Gerson da Rocha Tristão ( 29 de julho 1947 - 18 de janeiro de 2016) foi um jogador e treinador brasileiro de futsal, que atuava na posição de fixo. Gerson foi o técnico da Seleção Brasileira de Futsal que conquistou o primeiro título mundial em 1989.